# Bibi Khanoum Astarabadi
Bibi Astarabadi ((in persiano بی بی خانم استرآبادی‎); 1858 – Mashhad, 1921), è stata una nobildonna della Dinastia Qajar, fondatrice della prima scuola femminile iraniana, La scuola delle ragazze nel 1907 ed autrice del satirico manoscritto I difetti degli uomini  (معايب الرجال - Ma'ayeb al-Rejal).

## La scuola delle ragazze
Bibi Khanoum Astarabadi fondo', nel 1907 a Tehran, la prima scuola femminile del paese il Debstan Doushizkhan (دبستان دوشیزگان), un istituto in cui le ragazze e le donne potevano imparare l'arabo, il Corano, la matematica, storia e geografia ma anche cucina, musica e calligrafia. Tra gli insegnanti che hanno collaborato ci sono stati i suoi due figli, il celebre musicista iraniano Ali-Naqi Vaziri (1886 – 1979) e sua sorella la giornalista Khadija Afzal Vasari. (1889 - 1980).

## Ma'ayeb al-Rejal

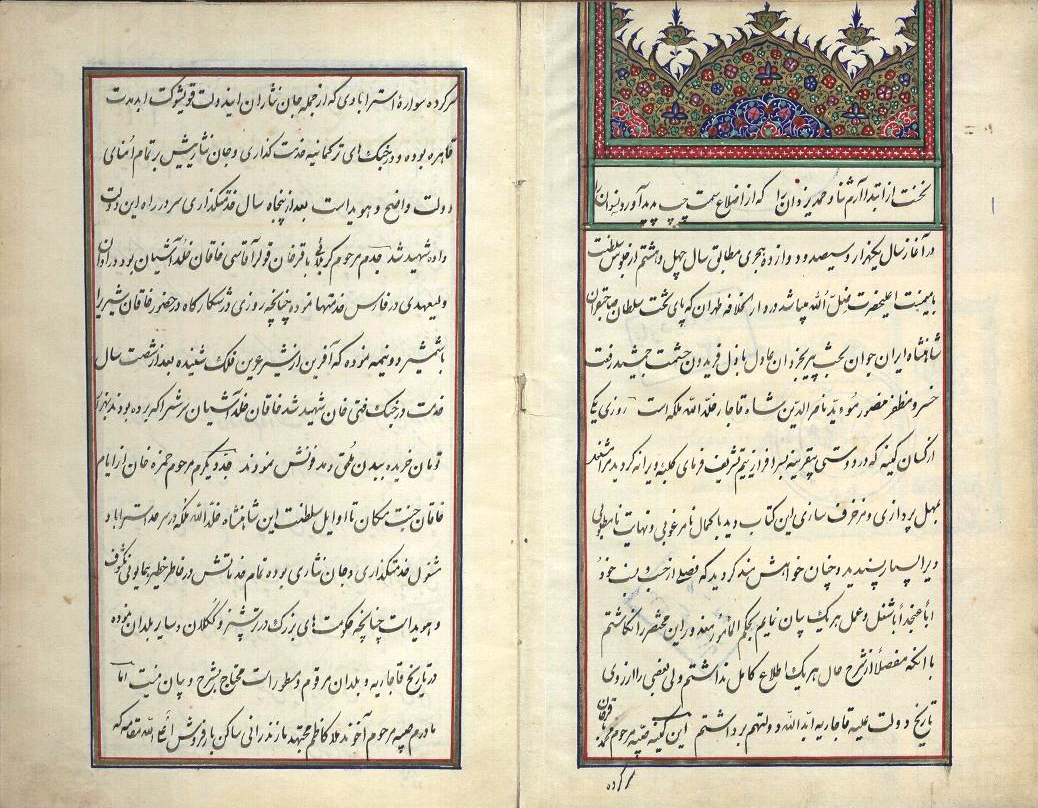
Pagina del manoscritto Ma'ayeb al-Rejal del 1895.

Bibi Khanoum scrisse Ma'ayeb al-Rejal (معايب الرجال - Difetti degli uomini) 1895, in risposta ad un opuscolo sull' educazione della donna il Ta'deeb al-Nesvan (Educazione delle donne), pubblicato nello stesso anno. La sua aspra critica e il suo cinico sarcasmo sull'argomento la collocano tra le pioniere dell'attivismo femminile in Iran.

## Titoli ed Onorificenze
- "Begum Khanoum" (sua eccellenza la signora).